# 张商英
張商英（1043年—1122年），字天覺，號無盡居士，成都府路晉原（今四川新津）人。

## 生平
從小聰明，日誦萬言，治平二年（1065年）進士，初任通川縣主簿，神宗熙寧四年（1071年），權檢正中書禮房公事。五年（1072年），遷為監察御史，追隨王安石變法。大观年间，担任尚书右仆射。早年不信佛法，見《大藏经》巨秩，莊嚴殊勝，怒曰：“吾孔圣之书，乃不及此！”。读《维摩经》之後，始堅定信佛，还僧寺田三百顷。元祐元年（1086年），爲開封府推官，隔年出為提點河東刑獄。
元祐三年（1088年）六月二十七日，至清涼山，六月二十八日，見「三昧火」，“溪上之燈，忽如紅日，浴海騰空而上，放大光明，漸至閣前，其光收歛，如大青喙銜圓火珠。”。紹聖中，召爲右正言。宋徽宗時，上疏治黃河之道，彈劾蔡京“身為輔相，志在逢君”，出爲河北路都轉運使。崇寧二年（1103年），提舉靈仙觀。受蔡京之谗言，被寫入元祐黨人碑。
徽宗大觀四年（1110年），繼蔡京而拜相。
政和元年（1111年）被贬河南府兼西京留守，是年十月貶為崇信軍節度副使，建議設置荊南買金司。六年（1116年）為觀文殿學士、中大夫。宣和三年（1122年）十一月逝世，赠少保。靖康元年二月，特赠太保。紹興十四年（1144年）五月，謚號文忠。

## 著作
着有《护法论》一卷，本書驳斥韩愈、欧阳修等人对佛教的观点。

## 延伸阅读
[在维基数据编辑]
 在维基文库阅读此作者作品
 《宋史/卷351》，出自脱脱《宋史》